# (1199) Geldonia
(1199) Geldonia es un asteroide perteneciente al cinturón de asteroides que orbita entre Marte y Júpiter con un periodo orbital de 5,25 años. Su nombre hace referencia al nombre en latín de Jodoigne, la ciudad natal del descubridor.
Fue descubierto el 14 de septiembre de 1931 por Eugène Joseph Delporte desde el Real Observatorio de Bélgica en Uccle, Bélgica. Geldonia forma parte de la familia asteroidal de Eos.